# Mesquita (São Tomé)
Mesquita é uma aldeia de São Tomé e Príncipe, localiza-se ao Norte, no distrito da Lobata, ilha de São Tomé, próxima às localidades de Uba Cabra, Nova Cintra, Santarém Castanhede e ao Rio da Água Marçal.